# Nora S.
Nora S ist ein Spielfilm des Fernsehens der DDR von Georg Schiemann aus dem Jahr 1981, nach der Erzählung Akte Nora S. von Erik Neutsch von 1978.

## Handlung
Nora Schwarz sitzt vor dem Büro des Produktionsleiters eines Pumpenwerkes und möchte zu einem Gespräch vorgelassen werden, was dieser aber ablehnt. Aber sie bekommt von der Sekretärin ihre fristlose Kündigung, wegen groben Verstoßes gegen betriebliche Arbeitsanweisungen, ausgehändigt. Als Diplomingenieurin hat sie eine Pumpe für einen Bohrturm mitentwickelt, die den Anforderungen in der Praxis nicht standhält. Auf ihre Bitte hin bekommt sie eine Frist von fünf Tagen, um den Fehler vor Ort herauszufinden, die sie wesentlich und ohne Erlaubnis ihrer Direktion, jedoch mit dem Hinweis auf die Wichtigkeit ihres Einsatzes, überschreitet. Nora hat am Ende die selbstgestellte Aufgabe erfüllt, jedoch neben der Kündigung auch noch das Angebot eines anderen Betriebes in der Tasche. Von ihrem Verlobten, der zugleich ihr Vorgesetzter ist und mit dem sie zusammen lebt, erhält sie keine Unterstützung, deshalb packt sie ihre Koffer und fährt zu ihren Eltern, um die Zeit bis zur Sitzung der Konfliktkommission, die sie beantragt hat, zu überbrücken. Während der Bahnfahrt dorthin blickt sie zurück auf die Entwicklung dieser Geschichte.
Noras Diskussion mit ihrem Verlobten Jürgen geht schon seit längerer Zeit. Er ist der Meinung, dass es nicht erforderlich ist, den Problemen vor Ort auf den Grund zu gehen, denn eine Messeauszeichnung für die Pumpe spricht für sich und wenn der Kunde nicht damit zurechtkommt, soll er sich besser an die Bedienungsvorschriften halten. Gegen Jürgens Willen bekommt Nora die Genehmigung zu dem Bohrturm zu fahren, um die Ursache für die häufigen Ausfälle zu finden. Am Bahnhof, in den winterlichen Bergen, wird sie vom Geologen  Dr. Hans Likendeel mit einem Geländewagen abgeholt, der im Schnee steckenbleibt, weshalb sie den Rest zu Fuß zurücklegen müssen. Im Wohnwagen der Bohrturmbesatzung unterhalten sich die drei übrigen Kollegen beim Eintreffen gerade über den erneuten Ausfall einer Pumpe. Doch zuerst muss der Wohnwagen für den weiblichen Gast noch umgestaltet werden. Dann besteht Nora S. noch darauf, die defekten Pumpenteile sofort zu sehen, stellt fest, dass es an der Manschette und am Kolben liegt, was die Arbeiter jedoch bereits schon selbst herausgefunden haben. Nora verspricht ihnen aber, so lange zu bleiben, bis sie die Ursache gefunden hat.
Nach einem erneuten Ausfall der Pumpe greifen die Bohrarbeiter die Ingenieurin persönlich verbal an, so dass sie noch am gleichen Tag nach Hause fährt. Im Betrieb wird ihr gesagt, dass es nicht an der Pumpe liegen kann, sondern Fremdeinwirkung für den Schaden verantwortlich ist. Nora ist nicht davon überzeugt und fährt erneut, diesmal ohne Genehmigung, zum Bohrturm. Die Genehmigung wird ihr nachträglich telefonisch durch Jürgen erteilt, der aber auch darauf hinweist, dass sie für ihre Eigenmächtigkeit bereits einen Verweis erhalten und er selbst auch deshalb schon Ärger bekommen hat.
Starke Schneefälle legen die Verkehrswege der gesamten DDR lahm, auch die Beschäftigten am Bohrturm sind von den Schneemassen eingeschlossen, so dass sie mit einem Hubschrauber versorgt werden müssen. Während solch einer Aktion versucht Hans Likendeel Nora mit Gewalt zu küssen, die sich aber wütend dagegen wehrt. Am Abend tanzt Nora mit den drei Arbeitern, nur Hans bleibt einsam am Tisch sitzen. Die Telegramme von Noras Betrieb häufen sich, in denen sie aufgefordert wird, sofort zurückzukommen, was die Anrufe ihres Verlobten noch bekräftigen. Nora kommt mit der Ursachenforschung nicht voran, ist verzweifelt und bittet Likendeel sie bei einem Spaziergang durch den verschneiten Wald zu begleiten. Um sie zu trösten, gibt er ihr wieder einen Kuss, den sie dieses Mal aber erwidert. Diese Spaziergänge häufen sich, sie kommen sich näher. Nora findet in dieser Zeit auch den Fehler an der Pumpe und beseitigt ihn. Da Nora mit ihrem Betrieb immer wieder Ärger hat, sorgt Likendeel dafür, dass sie in seinem Kombinat anfangen kann. Da sie aber nicht gefragt wurde, ist Nora mit der Vorgehensweise überhaupt nicht einverstanden.
Während des Besuchs bei ihren Eltern, denen sie nach einigen Tagen ihre Geschichte erzählt, findet sie verständnisvolle Zuhörer, die sie in ihren Ansichten stärken und ihr Unterstützung zusagen. Auch die Gespräche mit ihrer Schulfreundin, die als Kindergärtnerin arbeitet, geben ihr neue Kraft. Dann kommt die Einladung zur Sitzung der Konfliktkommission, weshalb sie wieder in ihren Betrieb fährt. Zu ihrer Überraschung sind auch die drei Arbeiter vom Bohrturm erschienen, um ihr zur Seite zu stehen. Nur der Geologe lehnt es schriftlich ab, zur Sitzung zu kommen, da er die Nase voll hat von den verdammten Weibern, wie er sich ausdrückt. Der Produktionsleiter wirft ihr vor, sich nicht in das Kollektiv einfügen zu wollen, obwohl in einer ein halbes Jahr alten Beurteilung genau das Gegenteil steht. Auf den Vorwurf der Arbeitsverweigerung antwortet Nora, dass sie diesen Vorwurf ablehnt, denn der Betrieb wollte sie daran hindern, ihre Arbeit zu Ende zu führen. Daraufhin unterbricht der Vorsitzende der Kommission die Sitzung für 15 Minuten und der Ausgang bleibt offen.

## Produktion und Veröffentlichung
Das Szenarium stammte von Georg Schiemann und die Dramaturgie lag in den Händen von Norbert Leverenz.
Die Erstausstrahlung des Schwarzweißfilms erfolgte anlässlich des Internationalen Frauentages am 8. März 1981 im 1. Programm des Fernsehens der DDR.

## Kritik
Im Neuen Deutschland schrieb Henryk Goldberg, dass sich Worte, Sätze und Dialoge mit einer gewissen Beiläufigkeit aus dem Bild heraus entwickelten und die Kamera mehr beobachtend als teilnehmend fotografierte. Weiter schrieb er: 

„Das allerdings führte auch zu einer gewissen Zähigkeit dann und wann, wenn die Kamera ausgiebig beobachtete und mitteilte, was doch schon begriffen war durch den Zuschauer. Hier zeigte sich das Bemühen, dem Film zu geben, was das Buch vorenthielt, individuelle Profillinien zu ziehen, Psychologisches nicht gänzlich auszusparen. Daß dies nicht voll- köhimen gelang, nicht gelingen konnte, sollte man rechtens nicht dem Film vorwerfen.“